# Estadística computacional

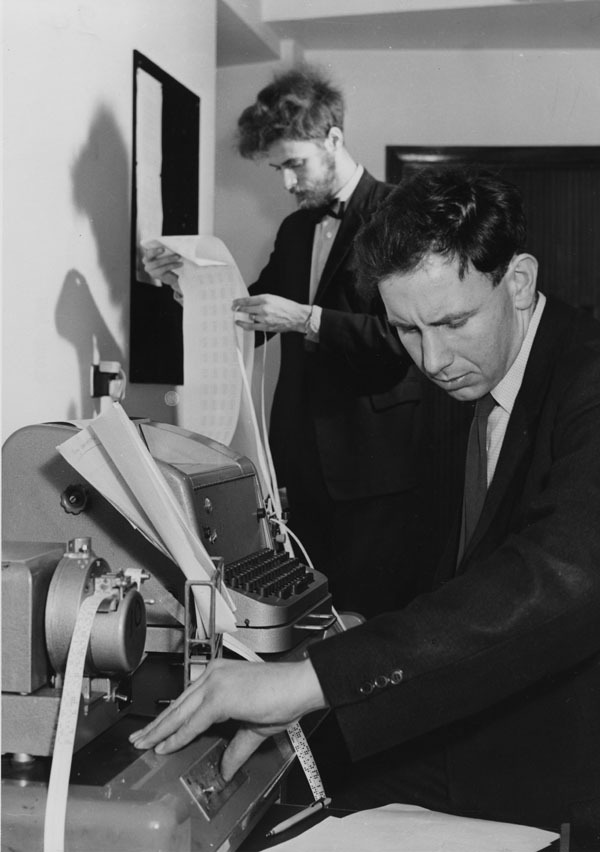
Estudiantes trabajando en la Sala de máquinas estadísticas de la London School of Economics en 1964.

La estadística computacional, o computación estadística, es el vínculo entre la  Estadística y la  ciencia computacional. Se refiere a los métodos estadísticos que se habilitan mediante el uso de métodos computacionales. Es el área de la ciencia computacional (o computación científica) específica de la ciencia matemática de la estadística. Esta área también se está desarrollando rápidamente, lo que lleva a que se enseñe un concepto más amplio de la computación, como parte de la educación estadística general.
Al igual que en la estadística tradicional, el objetivo es transformar los datos brutos en conocimiento, pero se centra en métodos estadísticos con uso intensivo de ordenadores, como en los casos de muestras muy grandes y conjuntos de datos
Los términos "estadística computacional" y "computación estadística" suelen utilizarse indistintamente, aunque Carlo Lauro (antiguo presidente de la Asociación Internacional de Computación Estadística) propuso hacer una distinción, definiendo la "computación estadística" como "la aplicación de las ciencias de la computación a la estadística", y la "estadística computacional" como "destinada al diseño de algoritmos para la aplicación de métodos estadísticos en los ordenadores, incluidos los impensables antes de la era informática (por ejemplo, bootstrap, simulación), así como para hacer frente a problemas analíticamente intratables" [sic].
El término "estadística computacional" también puede utilizarse para referirse a los métodos estadísticos intensivos en términos computacionales, incluidos los métodos de remuestreo, los métodos de Monte Carlo con cadena de Markov, la regresión local, la estimación de la densidad del núcleo, las redes neuronales artificiales y los modelos aditivos generalizados.

## Métodos
- Máxima verosimilitud.
- Método de Montecarlo.
- Cadena de Markov Monte Carlo o  Markov chain Monte Carlo (MCMC). Existen varios algoritmos para construir cadenas, entre ellos el algoritmo de Metropolis-Hastings.

## Aplicaciones
- Biología computacional
- Ciencia de materiales computacionales
- Física computacional
- Lingüística computacional
- Matemática computacional

## Revistas de estadística computacional
- Communications in Statistics - Simulation and Computation [Comunicaciones en Estadísticas - Simulación y Computación]
- Computational Statistics [Estadística computacional]
- Computational Statistics & Data Analysis [Estadística computacional y análisis de datos]
- Journal of Computational and Graphical Statistics [Revista de Estadística Computacional y Gráfica]
- Journal of Statistical Computation and Simulation [Revista de Simulación y Computación Estadística]
- Journal of Statistical Software [Revista de Software Estadístico]
- The R Journal
- The Stata Journal
- Statistics and Computing [Estadística e Informática]
- Wiley Interdisciplinary Reviews: Computational Statistics [Wiley Revisiones interdisciplinarias: Estadística Computacional]

## Asociaciones
- Asociación internacional para la Informática Estadística

## Otras lecturas

### Artículos
- Albert, J.H.; Gentle, J.E. (2004), «Special Section: Teaching Computational Statistics»,  en Albert, James H; Gentle, James E, eds., The American Statistician 58: 1, doi:10.1198/0003130042872.
- Wilkinson, Leland (2008), «The Future of Statistical Computing (with discussion)», Technometrics 50 (4): 418-435, doi:10.1198/004017008000000460.

### Libros
- Drew, John H.; Evans, Diane L.; Glen, Andrew G.; Lemis, Lawrence M. (2007), Computational Probability: Algorithms and Applications in the Mathematical Sciences, Springer International Series in Operations Research & Management Science, Springer, ISBN 978-0-387-74675-3.
- Gentle, James E. (2002), Elements of Computational Statistics, Springer, ISBN 0-387-95489-9.
- Gentle, James E.; Härdle, Wolfgang; Mori, eds. (2004), Handbook of Computational Statistics: Concepts and Methods, Springer, ISBN 3-540-40464-3.
- Givens, Geof H.; Hoeting, Jennifer A. (2005), Computational Statistics, Wiley Series in Probability and Statistics, Wiley-Interscience, ISBN 978-0-471-46124-1.
- Klemens, Ben (2008), Modeling with Data: Tools and Techniques for Statistical Computing, Princeton University Press, ISBN 978-0-691-13314-0.
- Monahan, John (2001), Numerical Methods of Statistics, Cambridge University Press, ISBN 978-0-521-79168-7.
- Rose, Colin; Smith, Murray D. (2002), Mathematical Statistics with Mathematica, Springer Texts in Statistics, Springer, ISBN 0-387-95234-9.
- Thisted, Ronald Aaron (1988), Elements of Statistical Computing: Numerical Computation, CRC Press, ISBN 0-412-01371-1.
- Gharieb, Reda. R. (2017), Data Science: Scientific and Statistical Computing, Noor Publishing, ISBN 978-3-330-97256-8.

### Asociaciones
- Asociación internacional para Informática Estadística
- Sección de Informática estadística de la Asociación Estadística americana

### Revistas
- Análisis de Datos y  Estadística Computacional
- Revista de Estadística Gráfica y Computacional
- Estadística e Informática

- Datos: Q5157340